# Yuri Lowenthal

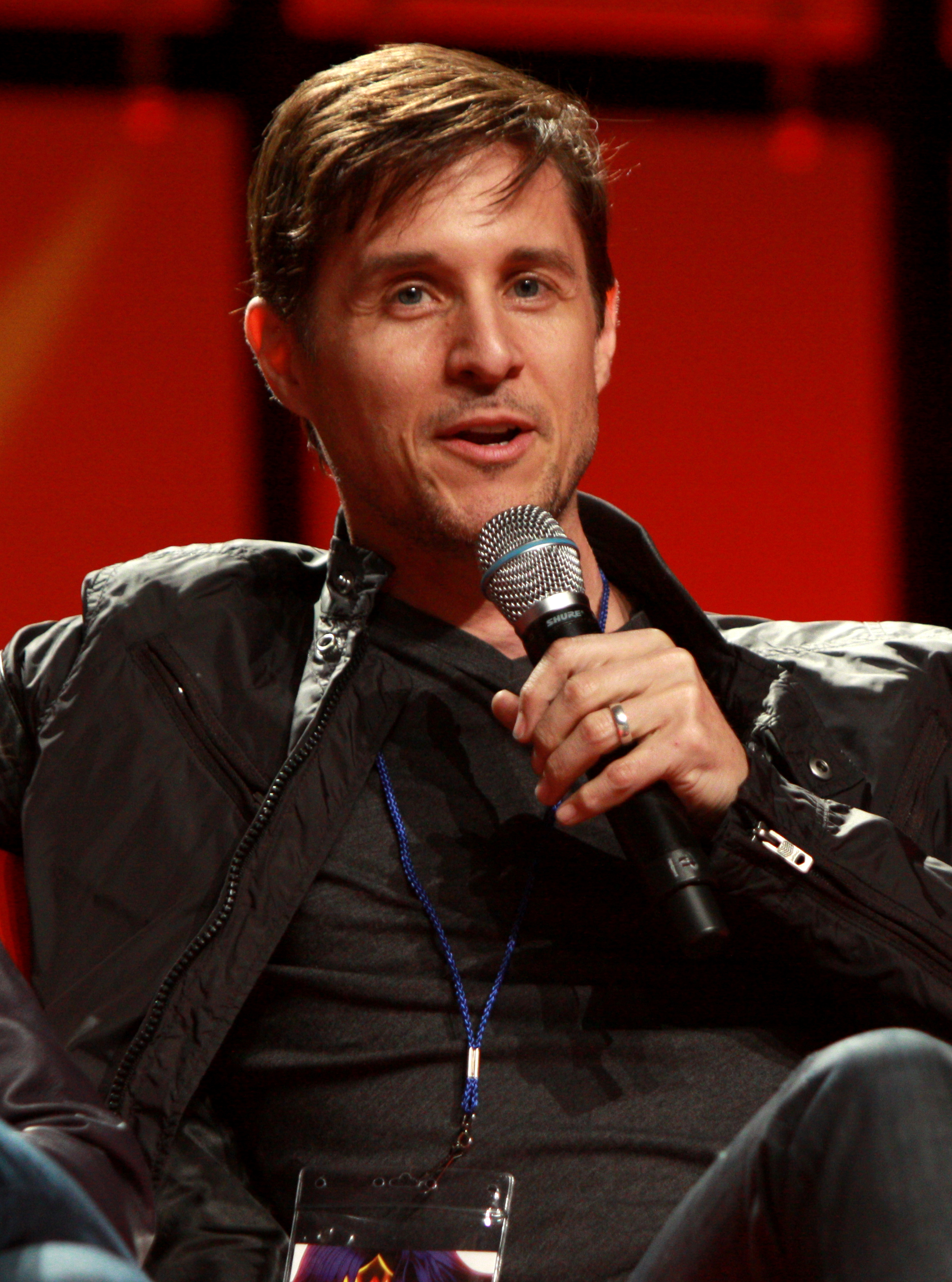
Yuri Lowenthal (2013)

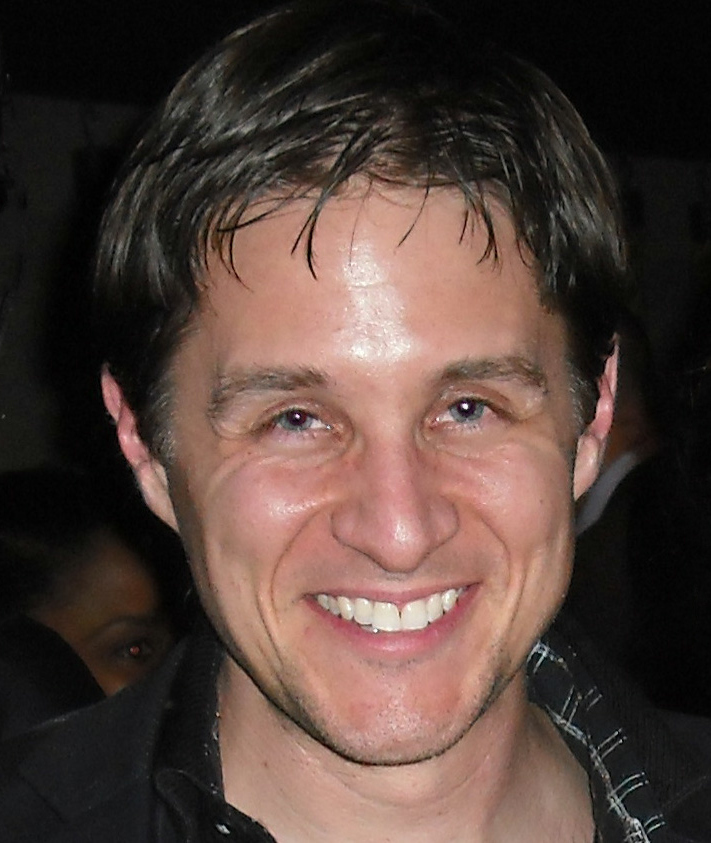
Yuri Lowenthal (2009)

Yuri Lowenthal (* 5. März 1971 in Alliance, Ohio) ist ein US-amerikanischer Autor, Schauspieler und Synchronsprecher, der vor allem für seine Sprecherrollen in Zeichentrickfilmen, -serien, Animes und Videospielen bekannt ist. Er wuchs in Nashville, Tennessee auf, später lebte er in Virginia, Westafrika, Japan und New York, aktuell lebt er in Los Angeles. Lowenthal ist seit 2001 mit seiner Synchronsprecher-Kollegin Tara Platt verheiratet. Zusammen mit seiner Frau gründete er 2004 die Film-Produktionsgesellschaft Monkey Kingdom Productions. Daneben hatte er Auftritte in Fernsehserien wie Close to Home, Criminal Minds, Gilmore Girls und Alias – Die Agentin.
Yuri Lowenthal spricht neben Englisch auch Japanisch, Französisch und Deutsch fließend.

## Filmographie
Anmerkung: Die folgenden Listen erheben keinen Anspruch auf Vollständigkeit.

### Zeichentrickserien
- Afro Samurai – Jinnosuke
- Alpha Teens On Machines – Silas Greene
- Battle B-Daman – Berkhart, Sigma
- Ben 10  – Ben Tennyson
- Bobobo-bo Bo-bobo – Rice, Megafan
- Bleach – Keigo Asano, Renji Abarai
- Code Geass – Lelouch of the Rebellion – Suzaku Kururugi
- DearS – Khi
- Digimon Data Squad – Neon
- Ergo Proxy – Daedalus Yumeno
- Eyeshield 21 – Sena Kobayakawa
- Gankutsuō – Raoul de Chateau Renard
- Gash! – Danny; Donpocho; Kory
- Ghost Talker's Daydream – Mitsuru Fujiwara
- Girls Bravo – Yukinari
- Hare+Guu – Wadji
- Hellsing Ultimate – Pip Bernadotte
- Idaten Jump – Sho Yamato
- Kamichu! – Yashima
- Kyo Kara Maoh – Yuuri Shibuya
- Legion of Super-Heroes – Superman, Superman X, Stone Boy
- MÄR – Märchen Awakens Romance – Alviss
- Marmalade Boy – Ginta Suou
- Mega Man Star Force  – Zack Temple
- Naruto  & Naruto Shippuden – Uchiha Sasuke
- Noein – to your other self – Yuu Gotou
- The Prince of Tennis – Katsuo Mizuno, Keigo Atobe
- RAVE – Haru Glory
- Saiyuki Reload und Saiyuki Gunlock – Goku
- Scrapped Princess – Leo
- SD Gundam Force – Bakunetsumaru
- Ultra Maniac – Tsujiai
- Wolverine and the X-Men – Iceman/Bobby Drake

### Anime und Zeichentrickfilme
- Robotech: The Shadow Chronicles – Marcus
- Death’s Door – Ryan
- Digimon Tamers: Battle of Adventurers – Kai Urazoe
- Midnight Days – The Soldier
- Paprika – Doctor Kōsaku Tokita
- Pissed – Vlad
- Teen Titans: Trouble in Tokyo – Scarface, japanischer Motorradfahrer
- Tumbling After – Greg
- Naruto the Movie: Ninja Clash in the Land of Snow – Sasuke Uchiha
- Ein VeggieTales Abenteuer: Drei heldenhafte Piraten – Prinz Alexander
- Sammys Abenteuer – Die Suche nach der geheimen Passage – Sammy
- RWBY – Mercury Black (Ab Staffel 3)

### Videospiele
- Ace Combat 5: The Unsung War - Zusätzliche Stimmen[3]
- Ace Combat Zero: The Belkan War - Sean Ryan als Larry „Solo Wing“ Foulke, Rufzeichen „Pixy“[3]
- Ace Combat 6: Fires of Liberation - Tosha „Strigon 12“ Mijasik[3]
- Ace Combat: Assault Horizon - Sergei „Red Moon“ Illich[3]
- Assassins Creed II - Vieri de Pazzi
- .hack//G.U. – Haseo
- Arcana Heart – Heart Aino
- Baten Kaitos Origins – Giacomo
- Bayonetta – Luka
- Call of Duty 2 – Verschiedene Rollen
- Call of the Sea – Harry Everhart
- Company of Heroes –  Verschiedene Rollen
- Destroy All Humans! 2 – Dr. Go!
- Diablo III Reaper of Souls (Erweiterung) – Lorath
- Dungeons & Dragons: Dragonshard – Verschiedene Rollen
- Dynasty Warriors 5 – Sun Ce (nicht genannt)
- Dynasty Warriors 5 – Guan Ping (nicht genannt)
- Dynasty Warriors 5 Empires – Guan Ping (nicht genannt)
- Dynasty Warriors 5 Xtreme Legends – Guan Ping (nicht genannt)
- Fallout: New Vegas – Kurier, männlich
- Final Fantasy XII – Reks
- Fire Emblem: Fates – Corrin/Kamui (M)
- Fire Emblem: Awakening – Ricken
- Fire Emblem: Heroes & Super Smash Bros. Ultimate - Marth
- Genshin Impact Dainsleif
- Guilty Gear Xrd -Sign- – Bedman
- Hitman – Sheikh Salman Al-Ghazali, andere Rollen
- Ingress – Oliver Lynton-Wolfe
- Jeanne d'Arc – Roger
- League of Legends – Taric
- Luminous Arc – Heath
- Marvel’s Spider-Man – Peter Parker/Spider-Man
- Medal of Honor: Rising Sun – Ichiro „Harry“ Tanaka
- Medal of Honor: Vanguard – Frank Keegan
- Medal of Honor – Ybarra
- Naruto: Ninja Council – Sasuke Uchiha
- Naruto: Ultimate Ninja – Sasuke Uchiha
- Naruto: Clash of Ninja – Sasuke Uchiha
- Naruto: Uzumaki Chronicles – Sasuke Uchiha
- No More Heroes 2: Desperate Struggle – Charlie MacDonald, Jasper Batt Jr.
- Odin Sphere – Cornelius (nicht genannt)
- Power Rangers: Super Legends – Mighty Morphin Red Ranger, Omega Ranger, Future Omega Ranger
- Prince of Persia: The Sands of Time – Prinz
- Prince of Persia: The Two Thrones – Prinz
- Project Sylpheed – Night Raven A (nicht genannt)
- Radiata Stories – Daniel (nicht genannt)
- Rave Master – Haru Glory
- Rave Master: Special Attack Force – Haru Glory
- Riviera: The Promised Land – Ein
- Rogue Galaxy – Steve
- Romancing SaGa: Minstrel’s Song – Albert (nicht genannt)
- Rune Factory 4 – Doug
- Saints Row 2 – Shogo
- Saints Row: The Third – Matt Miller, Professor Genki
- Saints Row IV – Matt Miller
- Shin Megami Tensei: Persona 3 – Main Character, Ryoji Mochizuki
- Shin Megami Tensei: Persona 4 – Yosuke Hanamura
- Soul Calibur Legends – Michael (nicht genannt)
- Star Ocean: First Departure – Roddick Farrence
- Suikoden V – Kyle (nicht genannt)
- Tales of the Abyss – Asch (nicht genannt)
- Tales of the World: Radiant Mythology – Luke fon Fabre (nicht genannt)
- Titanfall 2 – Davis
- Uncharted: Drakes Schicksal – Söldner
- Valkyrie Profile 2: Silmeria – Dallas, Ull (nicht genannt)
- Wild Arms 4 – Arnaud G. Vasquez (nicht genannt)
- Wild Arms 5 – Dean Stark (nicht genannt)
- Xenoblade Chronicles X – Cross (Heroische Stimme)
- Xenosaga Episode III – Also sprach Zarathustra – Kevin Winnicot Guilty Gear Xrd SIGN - Bedman

## Bücher
- 2013: Tough City (Novelle, gemeinsam mit Keith Ikeda-Barry), ISBN 978-1-973349-39-6 (Selbstpublikation)
- 2018: Voice-Over Voice Actor: The Extended Edition (gemeinsam mit Tara Platt), Bug Bot Press, ISBN 978-0-9840740-5-1